# Clytoctantes
Clytoctantes és un gènere d'ocells de la família dels tamnofílids (Thamnophilidae). Agrupa dues espècies natives d'Amèrica del Sud, on es distribueixen al nord de Colòmbia, nord-oest de Veneçuela i al sud-oest de l'Amazònia brasilera.

## Etimologia
El nom genèric Clytoctantes es compon de les paraules del grec antic «klutos» que significa “reanomenta”, “noble”, i «ktantes» que significa “matador”, “assassí”.

## Característiques
Els bataràs d'aquest gènere són ocells de mida mitjana, mesurant al voltant de 17 cm de longitud. Són molt rars i molt poc coneguts. Possiblement estan més pròximament relacionats amb Neoctantes niger. Tenen el bec molt característic, gros, lateralment comprimit i amb la mandíbula inferior corbada cap amunt. L'arpa (ungla) posterior és llarga i corbada. Els mascles són de color gris fosc a negre i les femelles són marró-vermellós castany. Habiten en el dens sotabosc en vores de selves humides.

## Taxonomia
Segons la Classificació del Congrés Ornitològic Internacional (versió 14.2, 2024) aquest gènere està format per dues espècies:
- Clytoctantes alixii - batarà beccorbat.
- Clytoctantes atrogularis - batarà de Rondônia.